# Herbert Ayre
Herbert Wilkinson Ayre (22 tháng 10 năm 1882 – 22 tháng 11 năm 1966) là một cầu thủ bóng đá thi đấu ở Football League cho Grimsby Town.
Năm 1953, ông kết hôn với Eileen Hotson.